# The Private Life of Plants
The Private Life of Plants é uma série filmes da BBC, do gênero documentário natural, escrita e apresentada pelo naturalista inglês David Attenborough. A primeira exibição aconteceu no Reino Unido em 5 de janeiro de 1995.

## DVD e livro
O seriado esta disponível em 2 discos de DVD (BBCDVD1235 editados em 1 de setembro de 2003)
O livro The Private Life of Plants, sobre a série, de autoria David Attenborough (ISBN 0-563-37023-8), foi publicado pela BBC Books em 8 de dezembro de 1994.